# Район Сайвай
35°32′40″ пн. ш. 139°41′15″ сх. д. / 35.54444° пн. ш. 139.68750° сх. д.
Райо́н Сайва́й (яп. 幸区, さいわいく, МФА: [sai̯wai̯ ku̥], «Щасливий район») — район міста Кавасакі префектури Канаґава в Японії. Станом на 1 квітня 2009 площа району становила 10,05 км². Станом на 1 липня 2011 населення району становило 155 092 осіб.